# Норвегия на летних Олимпийских играх 1920
На Летних Олимпийских играх 1920 года Норвегию представляло 198 спортсменов (192 мужчины, 6 женщин), выступивших в 16 видах спорта. Они завоевали 13 золотых, 9 серебряных и 9 бронзовых медалей, что вывело сборную на 6-е место в неофициальном командном зачёте.

## Медалисты
| Медаль  | Спортсмен | Вид спорта            | Дисциплина                                                        |
| ------- | --- | --------------------- | ----------------------------------------------------------------- |
| Золото  | Хельге Лёвланд | Лёгкая атлетика       | Мужчины, десятиборье                                              |
| Золото  | Андреас Брекке Поль Косен Ингольф Рёд | Парусный спорт        | Класс «6 метров», правила 1919 года                               |
| Золото  | Карл Рингвольд Торлейф Хольбюе Альф Якобсен Кристоффер Ольсен | Парусный спорт        | Класс «8 метров», правила 1907 года                               |
| Золото  | Магнус Конов Рейдар Мартиниусон Рагнар Вик Торлейф Кристофферсен | Парусный спорт        | Класс «8 метров», правила 1919 года                               |
| Золото  | Карл Арентс Вилли Йильберт Роберт Йиертсен Арне Сеерстед Хальфдан Скьётт Трюгве Скьётт Отто Фалькенберг | Парусный спорт        | Класс «10 метров», правила 1907 года                              |
| Золото  | Эрик Херсет Сигурд Хольтер Ингар Нильсен Оле Сёренсен Петтер Ямвольд Гуннар Ямвольд Клаус Юэлль | Парусный спорт        | Класс «10 метров», правила 1919 года                              |
| Золото  | Йохан Фриеле Олаф Эрвиг Артур Аллерс Кристен Виесе Мартин Бортен Эйиль Реймерс Каспар Хассель Тор Эрвиг Эрик Эрвиг | Парусный спорт        | Класс «12 метров», правила 1907 года                              |
| Золото  | Хенрик Эстервольд Ян Эстервольд Оле Эстервольд Ханс Несс Хальвор Мёгстер Хальвор Биркеланд Расмус Биркеланд Кристиан Эстервольд Лёуритс Кристиансен | Парусный спорт        | Класс «12 метров», правила 1919 года                              |
| Золото  | Отто Олсен | Стрельба              | Мужчины, армейская винтовка лёжа, 300 м                           |
| Золото  | Отто Олсен | Стрельба              | Мужчины, одиночные выстрелы по «бегущему оленю», 100 м            |
| Золото  | Отто Олсен Харалд Натвиг Эйнар Либерг Оле Лилло-Ольсен Ханс Нордвик | Стрельба              | Мужчины, одиночные выстрелы по «бегущему оленю» (команды), 100 м  |
| Золото  | Оле Лилло-Ольсен | Стрельба              | Мужчины, двойные выстрелы по «бегущему оленю», 100 м              |
| Золото  | Торстейн Йохансен Харалд Натвиг Эйнар Либерг Оле Лилло-Ольсен Ханс Нордвик | Стрельба              | Мужчины, двойные выстрелы по «бегущему оленю» (команды), 100 м    |
| Серебро | Сверре Сёрсдал | Бокс                  | Мужчины, до 79,4 кг                                               |
| Серебро | Андреас Крог | Фигурное катание      | Мужчины, одиночное катание                                        |
| Серебро | Алексиа Брюн Ингвар Брюн | Фигурное катание      | Парное катание                                                    |
| Серебро | Альф Оннинг Карл Ос Йёрген Андерсен Густав Байер Йёрген Бьёрнстад Асбьёрн Бодаль Эйлерт Бём Трюгве Бёйсен Ингольф Давидсен Хокон Эндресон Якоб Эрстад Харальд Ферстад Херман Хельгесен Петтер Холь Отто Йоханнессен Йохан Анкер Йохансен Торбьёрн Кристофферсен Хенрик Нильсен Якоб Опдаль Артур Рюдстрём Фритьоф Селен-старший Бьёрн Шерпе Вильхельм Стеффенсен Олав Сундаль Рейдар Тёнсберг Лёуритс Виганд-Ларсен | Спортивная гимнастика | Мужчины, командное первенство по произвольной системе             |
| Серебро | Эйнар Торгерсен Андреас Кнудсен Лейф Эриксен | Парусный спорт        | Класс «6 метров», правила 1907 года                               |
| Серебро | Йохан Файе Кристиан Дикк Стен Абель Нильс Нильсен | Парусный спорт        | Класс «7 метров»                                                  |
| Серебро | Енс Сальвесен Лёуритс Скмидт Финн Скиандер Нильс Томас Ральф Тскуди | Парусный спорт        | Класс «8 метров», правила 1919 года                               |
| Серебро | Альберт Хельгеруд Отто Олсен Эстен Эстенсен Гудбран Скаттебё Олаф Слеттен | Стрельба              | Мужчины, произвольная винтовка из трёх положений (команды), 300 м |
| Серебро | Альберт Хельгеруд Отто Олсен Эстен Эстенсен Якоб Онсруд Олаф Слеттен | Стрельба              | Мужчины, армейская винтовка лёжа (команды), 300 и 600 м           |
| Бронза  | Мартин Стиксруд | Фигурное катание      | Мужчины, одиночное катание                                        |
| Бронза  | Биргер Вар Теодор Клем Хенри Ларсен Пер Гульбрандсен Торальф Хаген | Академическая гребля  | Мужчины, четвёрки распашные с рулевым                             |
| Бронза  | Теодор Наг Конрад Ольсен Адольф Нильсен Хокон Эллингсен Торе Микельсен Арне Мортенсен Карл Наг Толлеф Толлефсен Торальф Хаген | Академическая гребля  | Мужчины, восьмёрки с рулевым                                      |
| Бронза  | Хенрик Агерсборг Трюгве Педерсен Эйнар Бертсен | Парусный спорт        | Класс «6 метров», правила 1907 года                               |
| Бронза  | Эстен Эстенсен | Стрельба              | Мужчины, произвольная винтовка из трёх положений, 300 м           |
| Бронза  | Альберт Хельгеруд Сигварт Йохансен Эстен Эстенсен Антон Олсен Олаф Слеттен | Стрельба              | Мужчины, малокалиберная винтовка (команды), 50 м                  |
| Бронза  | Харалд Натвиг | Стрельба              | Мужчины, одиночные выстрелы по «бегущему оленю», 100 м            |
| Бронза  | Эйнар Либерг | Стрельба              | Мужчины, двойные выстрелы по «бегущему оленю», 100 м              |
| Бронза  | Фритьоф Андерсен | Борьба                | Мужчины, греко-римская борьба, до 67,5 кг                         |